# Кубок Англії з футболу 1872—1873
Кубок Англії з футболу 1872—1873 — 2-й розіграш найстарішого футбольного турніру у світі, Кубка виклику Футбольної Асоціації, також відомого як Кубок Англії. Вдруге поспіль титул здобув Вондерерз.

## Перший раунд
| Дата      | Господарі                        | Рахунок | Гості              |
| --------- | -------------------------------- | ------- | ------------------ |
|           | Клепем Роверз                    | +:-     | Гітчін             |
| 19 жовтня | Барнс                            | 0:1     | Саут Норвуд        |
| 26 жовтня | Цивіл Сервіс                     | 0:3     | Роял Енджинірс     |
| 26 жовтня | Мейденгед                        | 1:0     | Марлоу             |
| 26 жовтня | Райгейт Пріорі                   | 2:4     | Віндзор Хоум Парк  |
| 26 жовтня | 1-й Суррейський стрілецький полк | 2:0     | Аптон Парк         |
| 26 жовтня | Крістал Пелес                    | 2:3     | Оксфорд Юніверсіті |

## Другий раунд
До другого раунду увійшли переможці першого раунду. Роял Енджинірс пройшов до наступного раунду після жеребкування.
| Дата         | Господарі                        | Рахунок | Гості              |
| ------------ | -------------------------------- | ------- | ------------------ |
| 23 листопада | Клепем Роверз                    | 0:3     | Оксфорд Юніверсіті |
| 7 грудня     | 1-й Суррейський стрілецький полк | 0:3     | Мейденгед          |
| 7 грудня     | Віндзор Хоум Парк                | 3:0     | Саут Норвуд        |

## Третій раунд
До третього раунду увійшли переможці другого раунду.
| Дата      | Господарі          | Рахунок | Гості          |
| --------- | ------------------ | ------- | -------------- |
| 9 грудня  | Оксфорд Юніверсіті | 1:0     | Роял Енджинірс |
| 21 грудня | Віндзор Хоум Парк  | 0:1     | Мейденгед      |

## Четвертий раунд
До четвертого раунду увійшли переможці третього раунду.
| Дата     | Господарі          | Рахунок | Гості     |
| -------- | ------------------ | ------- | --------- |
| 3 лютого | Оксфорд Юніверсіті | 4:0     | Мейденгед |

## Півфінали
| Дата | Господарі          | Рахунок | Гості      |
| ---- | ------------------ | ------- | ---------- |
|      | Оксфорд Юніверсіті | +:-     | Квінз Парк |

## Фінал
| 29 березня 1873 |

| Вондерерз                 | 2:0      | Оксфорд Юніверсіті |
| ------------------------- | -------- | ------------------ |
| Кіннерд 27' Вулластон 80' | Протокол |                    |

| Ліллі Брідж, Лондон Глядачів: 3 000 Арбітр: Альфред Стейр |